# محمود ابوندا
محمود ابوندا (عربی: محمود إبراهيم أبو ندى؛ زادهٔ ۵ فوریهٔ ۲۰۰۰) بازیکن فوتبال است.
از باشگاه‌هایی که در آن بازی کرده‌است می‌توان به باشگاه ورزشی العربی قطر اشاره کرد.